# Psaume 50 (49)
Le psaume 50 (49 selon la numérotation grecque) est attribué à Asaph.

## Texte
| verset | original hébreu                                               | traduction française de Louis Segond | Vulgate latine |
| ------ | ------------------------------------------------------------- | --- | --- |
| 1      | מִזְמוֹר, לְאָסָף:אֵל, אֱלֹהִים יְהוָה-- דִּבֶּר וַיִּקְרָא-אָרֶץ;מִמִּזְרַח-שֶׁמֶשׁ, עַד-מְבֹאוֹ | [Psaume d’Asaph.] Dieu, Dieu, l’Éternel, parle, et convoque la terre, depuis le soleil levant jusqu’au soleil couchant.                     | [Psalmus Asaph] Deus deorum Dominus locutus est et vocavit terram a solis ortu usque ad occasum                          |
| 2      | מִצִּיּוֹן מִכְלַל-יֹפִי-- אֱלֹהִים הוֹפִיעַ                                  | De Sion, beauté parfaite, Dieu resplendit.                                                                                                  | Ex Sion species decoris eius                                                                                             |
| 3      | יָבֹא אֱלֹהֵינוּ, וְאַל-יֶחֱרַשׁ:אֵשׁ-לְפָנָיו תֹּאכֵל; וּסְבִיבָיו, נִשְׂעֲרָה מְאֹד        | Il vient, notre Dieu, il ne reste pas en silence ; devant lui est un feu dévorant, autour de lui une violente tempête.                      | Deus manifeste veniet Deus noster et non silebit ignis in conspectu eius exardescet et in circuitu eius tempestas valida |
| 4      | יִקְרָא אֶל-הַשָּׁמַיִם מֵעָל; וְאֶל-הָאָרֶץ, לָדִין עַמּוֹ                         | Il crie vers les cieux en haut, et vers la terre, pour juger son peuple :                                                                   | Advocabit caelum desursum et terram discernere populum suum                                                              |
| 5      | אִסְפוּ-לִי חֲסִידָי-- כֹּרְתֵי בְרִיתִי עֲלֵי-זָבַח                            | Rassemblez-moi mes fidèles, qui ont fait alliance avec moi par le sacrifice !                                                               | Congregate illi sanctos eius qui ordinant testamentum eius super sacrificia                                              |
| 6      | וַיַּגִּידוּ שָׁמַיִם צִדְקוֹ: כִּי-אֱלֹהִים, שֹׁפֵט הוּא סֶלָה                       | Et les cieux publieront sa justice, car c’est Dieu qui est juge. [Pause]                                                                    | Et adnuntiabunt caeli iustitiam eius quoniam Deus iudex est [diapsalma]                                                  |
| 7      | שִׁמְעָה עַמִּי, וַאֲדַבֵּרָה-- יִשְׂרָאֵל, וְאָעִידָה בָּךְ:אֱלֹהִים אֱלֹהֶיךָ אָנֹכִי          | Écoute, mon peuple ! et je parlerai ; Israël ! et je t’avertirai. Je suis Dieu, ton Dieu.                                                   | Audi populus meus et loquar tibi Israhel et testificabor tibi Deus Deus tuus ego sum                                     |
| 8      | לֹא עַל-זְבָחֶיךָ, אוֹכִיחֶךָ; וְעוֹלֹתֶיךָ לְנֶגְדִּי תָמִיד                       | Ce n’est pas pour tes sacrifices que je te fais des reproches ; tes holocaustes sont constamment devant moi.                                | Non in sacrificiis tuis arguam te holocausta autem tua in conspectu meo sunt semper                                      |
| 9      | לֹא-אֶקַּח מִבֵּיתְךָ פָר; מִמִּכְלְאֹתֶיךָ, עַתּוּדִים                             | Je ne prendrai pas de taureau dans ta maison, ni de bouc dans tes bergeries.                                                                | Non accipiam de domo tua vitulos neque de gregibus tuis hircos                                                           |
| 10     | כִּי-לִי כָל-חַיְתוֹ-יָעַר; בְּהֵמוֹת, בְּהַרְרֵי-אָלֶף                           | Car tous les animaux des forêts sont à moi, toutes les bêtes des montagnes par milliers ;                                                   | Quoniam meae sunt omnes ferae silvarum iumenta in montibus et boves                                                      |
| 11     | יָדַעְתִּי, כָּל-עוֹף הָרִים; וְזִיז שָׂדַי, עִמָּדִי                            | je connais tous les oiseaux des montagnes, et tout ce qui se meut dans les champs m’appartient.                                             | Cognovi omnia volatilia caeli et pulchritudo agri mecum est                                                              |
| 12     | אִם-אֶרְעַב, לֹא-אֹמַר לָךְ: כִּי-לִי תֵבֵל, וּמְלֹאָהּ                          | Si j’avais faim, je ne te le dirais pas, car le monde est à moi et tout ce qu’il renferme.                                                  | Si esuriero non dicam tibi meus est enim orbis terrae et plenitudo eius                                                  |
| 13     | הַאוֹכַל, בְּשַׂר אַבִּירִים; וְדַם עַתּוּדִים אֶשְׁתֶּה                            | Est-ce que je mange la chair des taureaux ? Est-ce que je bois le sang des boucs ?                                                          | Numquid manducabo carnes taurorum aut sanguinem hircorum potabo                                                          |
| 14     | זְבַח לֵאלֹהִים תּוֹדָה; וְשַׁלֵּם לְעֶלְיוֹן נְדָרֶיךָ                            | Offre pour sacrifice à Dieu des actions de grâces, et accomplis tes vœux envers le Très-Haut.                                               | Immola Deo sacrificium laudis et redde Altissimo vota tua                                                                |
| 15     | וּקְרָאֵנִי, בְּיוֹם צָרָה; אֲחַלֶּצְךָ, וּתְכַבְּדֵנִי                              | Et invoque-moi au jour de la détresse ; je te délivrerai, et tu me glorifieras.                                                             | Et invoca me in die tribulationis et eruam te et honorificabis me [diapsalma]                                            |
| 16     | וְלָרָשָׁע, אָמַר אֱלֹהִים, מַה-לְּךָ, לְסַפֵּר חֻקָּי; וַתִּשָּׂא בְרִיתִי עֲלֵי-פִיךָ         | Et Dieu dit au méchant : Quoi donc ! tu énumères mes lois, et tu as mon alliance à la bouche,                                               | Peccatori autem dixit Deus quare tu enarras iustitias meas et adsumis testamentum meum per os tuum                       |
| 17     | וְאַתָּה, שָׂנֵאתָ מוּסָר; וַתַּשְׁלֵךְ דְּבָרַי אַחֲרֶיךָ                             | Toi qui hais les avis, et qui jettes mes paroles derrière toi !                                                                             | Tu vero odisti disciplinam et proiecisti sermones meos retrorsum                                                         |
| 18     | אִם-רָאִיתָ גַנָּב, וַתִּרֶץ עִמּוֹ; וְעִם מְנָאֲפִים חֶלְקֶךָ                        | Si tu vois un voleur, tu te plais avec lui, et ta part est avec les adultères.                                                              | Si videbas furem currebas cum eo et cum adulteris portionem tuam ponebas                                                 |
| 19     | פִּיךָ, שָׁלַחְתָּ בְרָעָה; וּלְשׁוֹנְךָ, תַּצְמִיד מִרְמָה                            | Tu livres ta bouche au mal, et ta langue est un tissu de tromperies.                                                                        | Os tuum abundavit malitia et lingua tua concinnabat dolos                                                                |
| 20     | תֵּשֵׁב, בְּאָחִיךָ תְדַבֵּר; בְּבֶן-אִמְּךָ, תִּתֶּן-דֹּפִי                             | Tu t’assieds, et tu parles contre ton frère, tu diffames le fils de ta mère.                                                                | Sedens adversus fratrem tuum loquebaris et adversus filium matris tuae ponebas scandalum                                 |
| 21     | אֵלֶּה עָשִׂיתָ, וְהֶחֱרַשְׁתִּי-- דִּמִּיתָ, הֱיוֹת-אֶהְיֶה כָמוֹךָ;אוֹכִיחֲךָ וְאֶעֶרְכָה לְעֵינֶיךָ | Voilà ce que tu as fait, et je me suis tu. Tu t’es imaginé que je te ressemblais ; mais je vais te reprendre, et tout mettre sous tes yeux. | Haec fecisti et tacui existimasti inique quod ero tui similis arguam te et statuam contra faciem tuam                    |
| 22     | בִּינוּ-נָא זֹאת, שֹׁכְחֵי אֱלוֹהַּ: פֶּן-אֶטְרֹף, וְאֵין מַצִּיל                    | Prenez-y donc garde, vous qui oubliez Dieu, de peur que je ne déchire, sans que personne délivre.                                           | Intellegite nunc haec qui obliviscimini Deum nequando rapiat et non sit qui eripiat                                      |
| 23     | זֹבֵחַ תּוֹדָה, יְכַבְּדָנְנִי: וְשָׂם דֶּרֶךְ--אַרְאֶנּוּ, בְּיֵשַׁע אֱלֹהִים                 | Celui qui offre pour sacrifice des actions de grâces me glorifie, et à celui qui veille sur sa voie je ferai voir le salut de Dieu.         | Sacrificium laudis honorificabit me et illic iter quod ostendam illi salutare Dei                                        |

## Usages liturgiques

### Dans le judaïsme
Le psaume 50 est récité le quatrième jour de la fête de souccot.

### Dans le christianisme

#### Chez les catholiques
Auprès des abbayes, ce psaume était traditionnellement exécuté lors de la célébration de matines du mardi, selon la distribution de règle de saint Benoît établie vers 530,.
Concernant la liturgie des Heures actuelle, le psaume 50 est divisé en trois parties, et récité à l’office de lectures du lundi de la troisième semaine et du samedi de la quatrième semaine.